# Fluoroantimonska kiselina
Fluoroantimonska kiselina  predstavlja mešavinu fluorovodonika i antimon-pentafluorida u različitim odnosima. Kombinacija 1:1 formira najjaču poznatu superkiselinu, koja može da protonizuje i ugljovodonike pri čemu se dobiju karbokatjoni i . 
Reakcija između vodonikfluorida (HF) i  je egzotermna. HF oslobađa svoj proton  i njegova konjugovana baza  je uzeta od strane  pri čemu se dobije oktaedarni . Ovaj anjon je klasifikovan kao nekoordinirajući, zato što je veoma slab nukleofil i veoma slaba baza. Proton efektivno postaje "go" što doprinosi velikoj kiselosti. Fluorantimonska kiselina je 2×1019 puta jača od 100% sumporne kiseline.

## Struktura
Iz mješavine  su kristalizovana dva produkta, i oba su bila analizirana uz pomoć rendgenske analize kristala. Ove soli imaju formule  i . U obe soli postoji anjon . Kao što je već rečeno  spada u slabe baze, a veći anjon  je još slabija baza. 

## Primjena
Ova jaka kiselina protonizuje skoro sva organska jedinjenja. Pokazano je 1967. godine da će  ukloniti  iz izobutana i metan iz neopentana:
-{(CH3)3CH  +  H+  →  (CH3)3C+  +  H2
(CH3)4C  +  H+  →  (CH3)3C+  +  CH4}-

## Mjere opreza
se razlaže sa vodom  brzo i eksplozivno. Reaguje sa skoro svim rastvaračima. Rastvarač koji je kompatibilan sa  je  i tečni sumpor dioksid. Freoni su takođe koriste kao rastvarači. Posude za  se prave od politetrafluoretilena.  